# Black Flag
Black Flag é uma banda de punk rock formada no sul da Califórnia em 1976 pelo guitarrista Greg Ginn. A banda formou um som que misturava a simplicidade do Ramones mas com solos microtonais e paradas no meio da música, o que mais a frente influenciou bandas de heavy metal a bandas de hardcore punk. As letras tratavam de temas como solidão, neuroses e paranóia,estes aprofundados por Henry Rollins quando entrou na banda. A maioria dos álbuns  foi lançado pelo selo de Greg, SST Records que publicou bandas como Bad Brains, Sonic Youth e The Saints.
O Black Flag é muito respeitado no meio alternativo até hoje, como sendo pioneiros na cultura do faça você mesmo, de selos que lançam bandas sem o apoio de grandes gravadoras sejam elas o estilo musical que for. Fazendo turnês constantemente entre o Estados Unidos e o Canadá, a banda ganhou fãs devotos.
No meio do caminho dos anos 1980, o som do Black Flag evoluiu, assim como sua notoriedade. Começou a ganhar influências de heavy metal (principalmente nos últimos álbuns), jazz e clássica, especialmente na evolução do guitarrista Greg Ginn. Assim, o Black Flag tem uma discografia  mais variada do que outras bandas da cena punk.
O Black Flag é um grande influenciador do grunge: em 1984, enquanto divulgavam seu álbum recém-lançado, My War, em seus shows em Seattle, eles fizeram um som lento e pesado, com notas muito distorcidas e fortes; depois parando todo o som, um total silêncio e volta a barulheira; a música afetou os jovens de Seattle, que pouco tempo depois logo começaram a fazer um som semelhante ao Black Flag, formando o lado punk do Grunge, que é uma mistura de influências.

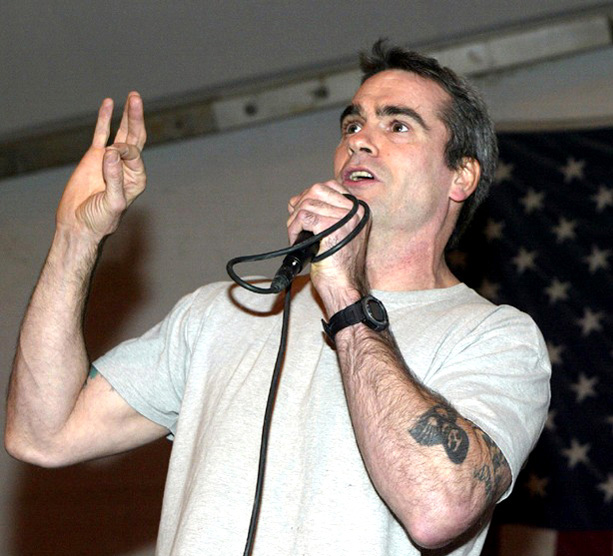
Henry Rollins em 2006.

## História

### Início
Formado em 1976 e inicialmente chamado de Panic, Greg Ginn insistia que a banda ensaiasse algumas horas por dia. A ética de trabalho era muito desafiadora para alguns membros iniciais. Keith Morris, o primeiro vocalista e Ginn demoraram algum tempo para achar um baixista, então ensaiavam sem um, um fator que levou Ginn a buscar um som mais barulhento e fez dele um guitarrista brilhante. Às vezes, o irmão de Ginn, Raymond Pettibon, tocava baixo nos ensaios. 
Chuck Dukowski, baixista do Wurm naquela época, passa a gostar da proposta do som e entra para a banda, estabilizando a formação como: Morris no vocal, Ginn na guitarra, Dukowski no baixo e o baterista Brian Migdol. O primeiro show da banda foi em dezembro de 1977 na Redondo Beach, Califórnia. Para evitar confusão com outra banda chamada Panic, eles mudaram o nome para Black Flag em 1978. 
Neste mesmo ano lançam "Nervous Breakdown", pela gravadora SST, de Greg Ginn. Em janeiro de 1979, na Redondo Beach, tocaram seu primeiro show com o novo nome. Era a primeira vez que Dez Cadena assistia a banda tocar. Morris abandona a banda por não aguentar mais ouvir ordens e formou o Circle Jerks e logo após Migdol sai do grupo. Inicia-se, então, um entra e sai de integrantes. 
O porto-riquenho Chavo Pederast, cujo nome verdadeiro é Ron Reyes, substituiu Morris nos vocais mas saiu logo após as gravações do EP "Jealous Again", de 1979 devido ao mau relacionamento com Ginn, indo tocar com o Redd Kross. Dez Cadena, fã da banda, torna-se o novo vocalista e gravou, além de outras músicas, o single "Six Pack" de 1981, até assumir a guitarra, dando lugar a Henry Rollins, no início de 1981.

### Entrada de Rollins (1981)
Henry Rollins era um fã que vivia em Washington D.C. e cantava na banda State of Alert já se correspondia com o Black Flag e os conheceu quando passaram pela sua cidade para tocar. No bar improvisado, ele pede para cantar Clocked In com a banda. Eles aceitam e Dez Cadena assume a guitarra e, ao fim da apresentação, a banda o convida para se tornar um membro permanente pois ficaram impressionados com sua performance. Ele fica na dúvida mas acaba aceitando após ser encorajado pro Ian MacKaye. Daí em diante, Rollins passa a ser roadie da banda até o fim da turnê para aprender as músicas enquanto Dez Cadena aprende as guitarras com Ginn para ser o segundo guitarrista. Outro ponto que impressionou o resto da banda foi o fato de que, em uma época em que o punk rock era a única coisa que a maioria deles ouvia, Rollins escutava outras coisas como go-go, que é um subgênero do funk.
Com a sua entrada houve uma mudança na atitude e no som do Black Flag, tornando-se mais sério, diferente dos vocalistas anteriores. Músicas como Six Pack, que foram escritas por Morris antes de sua entrada, que continham letras com humor negro, não tinham mais espaço no Black Flag naquele momento. Os discos que vieram depois de sua entrada foram: Damaged, de 1981,  My War, de 1983, Slip It In, de 1984, Loose Nut e In My Head, de 1985, influenciando além de inúmeras bandas de hardcore, bandas do meio alternativo como Melvins, Nirvana, L7 e Mudhoney assim como eles, segundo Rollins haviam sido influenciados por Black Sabbath.
A banda se desfez em outubro de 1986 quando Ginn diz que iria deixar a banda. Todos concordaram que como ele era o único membro original não havia sentido em continuar, então encerram a banda e Henry Rollins cria o Rollins Band. Greg Ginn monta vários projetos como Gone, Get Me High e October Fashion.

### Retorno
Em 2013, a banda anuncia que voltaria à ativa com o vocalista Ron Reyes (Chavo Pederast) que já foi membro da banda na época das gravações de Jealous Again/The Decline Of Western Civilization. A escolha de Reyes para o retorno foi fácil já que o último que assumira esse papel foi Henry Rollins, que não tem se dedicado nem a sua carreira solo com a Rollins Band, Dez Cadena decidiu aposentar-se da música, largando o Misfits e Keith Morris está de 'vento em popa' com sua banda Off!. Sobrando assim Reyes a banda anuncia que também iria lançar um novo álbum de inéditas. Após algumas apresentações Ron Reyes é expulso novamente e em seu lugar entra Mike Vallely. As posições de baixista e baterista são trocadas constantemente.

## Nome e logotipo
O nome Black Flag é denota do símbolo da anarquia, e de uma marca de spray para matar insetos, e uma citação à banda Black Sabbath, Ginn na época disse que estava confortável com todas essas possíveis aplicações ditas. O irmão de Ginn, Pettibon desenhou o logo da banda: uma estilizada bandeira negra representada como quatro barras que formavam como se fossem pistões. A banda pintou o símbolo pela cidade inteira chamando a atenção das pessoas e irritando as autoridades locais. Pettibon também criou a maioria das capas da banda.

## Discografia

### Álbuns de estúdio
- Damaged (1981)
- My War (1983)
- Family Man (1984)
- Slip It In (1984)
- Loose Nut (1985)
- In My Head (1985)
- What The... (2013)

### Álbuns ao vivo
- Live '84 (Ao vivo, SST Records, 1985)
- Who's Got the 10½? (Ao vivo, SST Records, 1986)

### Compilações
- Everything Went Black (SST Records, 1982)
- The First Four Years (SST Records, 1983)
- Wasted...Again (SST Records, 1987)
- The Complete 1982 Demos Plus More LP (Bootleg, 2002)

### Singles e EP's
- "Nervous Breakdown" (SST Records, 1978)
- "Jealous Again" (SST Records, 1980)
- "Six Pack" (SST Records, 1981)
- "Louie Louie" (Posh Boy, 1981)
- TV Party (SST Records, 1982)
- Annihilate This Week (SST Records, 1985)
- The Process of Weeding Out (SST Records, 1985)
- I Can See You (SST Records, 1989)